# 刘怀廉
刘怀廉（1951年7月—2013年11月25日），男，河南禹州人，中华人民共和国政治人物。河南师范大学政教系毕业，中共中央党校在职研究生班法学专业在职研究生学历。

## 生平
1975年3月加入中国共产党。历任共青团安阳市委书记、河南省委副书记，中共驻马店地委委员、组织部部长、行署常务副专员，中共信阳地委副书记、行署专员，中共信阳市委副书记、市长、市委书记等职。2006年10月，当选中共河南省委常委，兼任省委统战部部长。2012年1月，在河南省第十一届人大五次会议上被补选为河南省人大常委会副主任。
2008年，当选第十一届全国政协委员，代表特别邀请人士，分入第五十八组。
2013年11月25日去世。